# Real Madrid Baloncesto
Il Real Madrid Baloncesto è la sezione cestistica dell'omonima polisportiva. È una delle squadre più titolate d'Europa, potendo vantare, tra gli altri trofei, 37 campionati spagnoli, 29 Coppe del Re, 11 Euroleghe e 4 Coppe Saporta.

## Storia
In Castiglia la prima squadra di basket è stata creata nel 1932 da Ángel Cabrera, che il 19 novembre del 1930 mette un annuncio su un giornale per trovare dei giocatori. Tra i primi a prendere parte a questo progetto ci sono Hermes, Hoyos, Gutiérrez, Castelví, Jenaro Lolives e Arnaiz. Nel 1932 è fondato ufficialmente il club. Con la sezione calcio già consolidata, il presidente Sánchez Guerra ha la possibilità di potenziare altre sezioni del club. Nasce così la pallacanestro nel Real Madrid, sport che con il tempo ha visto crescere gli appassionati e che è diventato parte importante della polisportiva.
Il 13 aprile del 1932 si gioca la prima partita, a Barcellona contro l'Español. Vinse il Madrid per 24-19. Nella squadra di Barcellona c'era Anselmo López, che anni dopo diventerà allenatore del Real. Un anno importante per il sodalizio è il 1952 che vede l'arrivo di Raimundo Saporta. Saporta fu uno dei dirigenti più capaci nella gestione e nell'organizzazione di questo sport e grazie al suo lavoro il Real diventerà il club più forte d'Europa.
In ambito tecnico due uomini vanno ricordati in modo particolare: Pedro Ferrándiz e Lolo Sainz. Ferrándiz è considerato come l'indiscutibile numero uno della storia della pallacanestro europea, con 15 campionati, 14 Coppe di Spagna e 4 Coppe dei Campioni, ha un palmarès difficilmente eguagliabile. Fu il primo ad introdurre le innovazioni del basket americano e pioniere nello scambio di idee con gli allenatori statunitensi. Ferrándiz elesse come successore Lolo Sainz; nei suoi trenta anni al servizio del team, Sainz ha conquistato una serie impressionante di titoli nazionali ed europei. Dai tempi lontani di giocatori come Braña, Arnaiz, Negrín, Olives e Borrás, fino ai nostri giorni, il club ha sempre potuto contare su cestisti di primo livello. Tra i più grandi Emiliano Rodríguez, idolo degli anni sessanta, conquistatore di 24 titoli in carriera. Emiliano eccelleva in una squadra fortissima, di cui facevano parte i fratelli Ramos, Clifford Luyk e Sáinz.
Con gli anni, un altro giocatore prenderà il suo posto sui palcoscenici europei: Juan Antonio Corbalán, il miglior playmaker spagnolo di tutti i tempi. Corbalán capitanò il Madrid nella sua seconda epoca dorata insieme a Brabender, Rullán, Cabrera, Cristóbal, Prada, Iturriaga, Romay, giocatori che cederanno il testimone ad una nuova generazione di forti cestisti come José Biriukov, José Luis Llorente e Fernando Martín (quest'ultimo è stato il primo spagnolo a giocare nell'NBA con i Portland Trail Blazers).

## Palazzetti

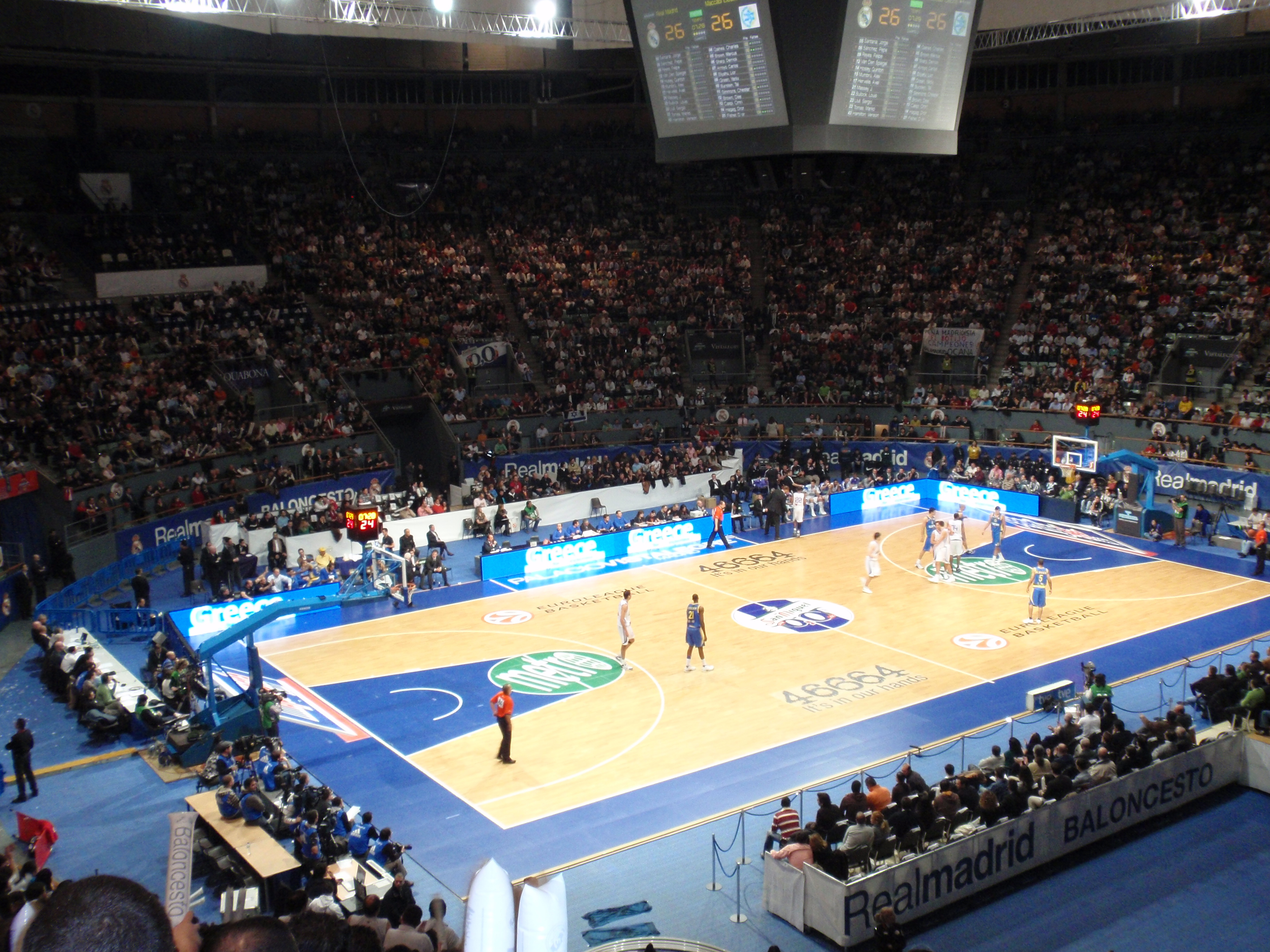
Interno del Palacio de Vistalegre durante una partita di Eurolega

- Fronton Fiesta Alegre (1955-65), precedentemente il club giocava in arene scoperte
- Colegio Maravillas (1965), utilizzato per alcune partite interne in attesa dell'ultimazione della nuova struttura
- Padiglione Sports City of Real Madrid (1966-86)
- Palacio de Deportes de la Comunidad de Madrid (1986-1998)
- Polideportivo Parque Corredor in Torrejón de Ardoz (1998-1999), usato temporaneamente durante la ristrutturazione del Padiglione Raimundo Saporta
- Padiglione Raimundo Saporta (1999-04), meglio conosciuto come Padiglione Sports City of Real Madrid (1966-1999)
- Palacio de Vistalegre (2004-2010)
- Caja Mágica (2010-2011)
- Palacio de Deportes de la Comunidad de Madrid (2011-)

## Roster 2024-2025
Aggiornato al 16 gennaio 2025.
| Real Madrid 2024-2025 | Real Madrid 2024-2025 |
| Giocatori             | Staff tecnico         |
| --------------------- | --------------------- |

| N. | Naz.                                           | Ruolo | Nome                | Anno | Alt.   | Peso   |  |
| -- | ---------------------------------------------- | ----- | ------------------- | ---- | ------ | ------ |  |
| 6  | Spagna (bandiera)                              | AP    | Alberto Abalde      | 1995 | 202 cm | 95 kg  |  |
| 7  | Argentina (bandiera) · Spagna (bandiera)       | P     | Facundo Campazzo    | 1991 | 180 cm | 84 kg  |  |
| 8  | Canada (bandiera)                              | G     | Xavier Rathan-Mayes | 1994 | 192 cm | 94 kg  |  |
| 11 | Croazia (bandiera) · Spagna (bandiera)         | A     | Mario Hezonja       | 1995 | 206 cm | 110 kg |  |
| 13 | Bosnia ed Erzegovina (bandiera)                | AP    | Džanan Musa         | 1999 | 205 cm | 101 kg |  |
| 14 | Argentina (bandiera)                           | A     | Gabriel Deck        | 1995 | 198 cm | 105 kg |  |
| 16 | Spagna (bandiera)                              | AG    | Usman Garuba        | 2002 | 203 cm | 104 kg |  |
| 18 | Rep. del Congo (bandiera) · Spagna (bandiera)  | C     | Serge Ibaka         | 1989 | 210 cm | 108 kg |  |
| 20 | Angola (bandiera)                              | C     | Bruno Fernando      | 1996 | 206 cm | 110 kg |  |
| 22 | Capo Verde (bandiera) · Spagna (bandiera)      | C     | Walter Tavares      | 1992 | 220 cm | 125 kg |  |
| 23 | Spagna (bandiera)                              | PG    | Sergio Llull (C)    | 1987 | 190 cm | 94 kg  |  |
| 24 | Rep. Dominicana (bandiera) · Spagna (bandiera) | P     | Andrés Feliz        | 1997 | 188 cm | 88 kg  |  |
| 30 | Senegal (bandiera) · Spagna (bandiera)         | AC    | Eli Ndiaye          | 2004 | 204 cm | 95 kg  |  |

| Allenatore |
| - Chus Mateo                                                                                                  |
| Assistente/i                                                                                                  |
| - Isidoro Calín - Guillermo Frutos - Paco Redondo Legenda - (C) Capitano - (IN) Inattivo - Infortunato Roster |

## Cestisti

### Membri della Basketball Hall of Fame
- Dražen Dalipagić, G, 1982-1983, introdotto nel 2004
- Antonio Díaz-Miguel, A, 1958-1961, introdotto nel 1997
- Pedro Ferrándiz, allenatore, 1959-1962, 1964-1965, 1966-1975, introdotto nel 2007
- Dražen Petrović, G, 1988-1989, introdotto nel 2002

### Numeri ritirati
- 10 Fernando Martín, C, 1981-1986, 1987-1989

## Allenatori
- Segundo Braña (1935-1936)
- Cholo Méndez (1941-1943)
- Anselmo López (1943-1945)
- Claudio Alonso (1945-1946)
- Anselmo López (1947)
- José Borrero (1947-1948)
- Freddy Borrás (1949-1954)
- Ignacio Pinedo (1954-1958)
- Jacinto Ardevínez (1958-1959)
- Pedro Ferrándiz (1959-1962)
- Joaquín Hernández (1962-1964)

- Pedro Ferrándiz (1964-1965)
- Robert Busnel (1965-1966)
- Pedro Ferrándiz (1966-1975)
- Lolo Sainz (1975-1989)
- George Karl (1989-1990)
- Ignacio Pinedo (1990)
- Ángel González Jareño (1990)
- Wayne Brabender (1990-1991)
- George Karl (1991-1992)
- Clifford Luyk (1992-1994)
- Željko Obradović (1994-1997)

- Miguel Ángel Martí (1997)
- Tirso Lorente (1997-1998)
- Clifford Luyk (1998-1999)
- Sergio Scariolo (1999-2002)
- Javier Imbroda (2002-2003)
- Julio Lamas (2003-2004)
- Božidar Maljković (2004-2006)
- Joan Plaza (2006-2009)
- Ettore Messina (2009-2011)
- Emanuele Molin (2011)
- Pablo Laso (2011-2022)

- Chus Mateo (2022-2025)
- Sergio Scariolo (2025-)

## Palmarès

### Competizioni nazionali

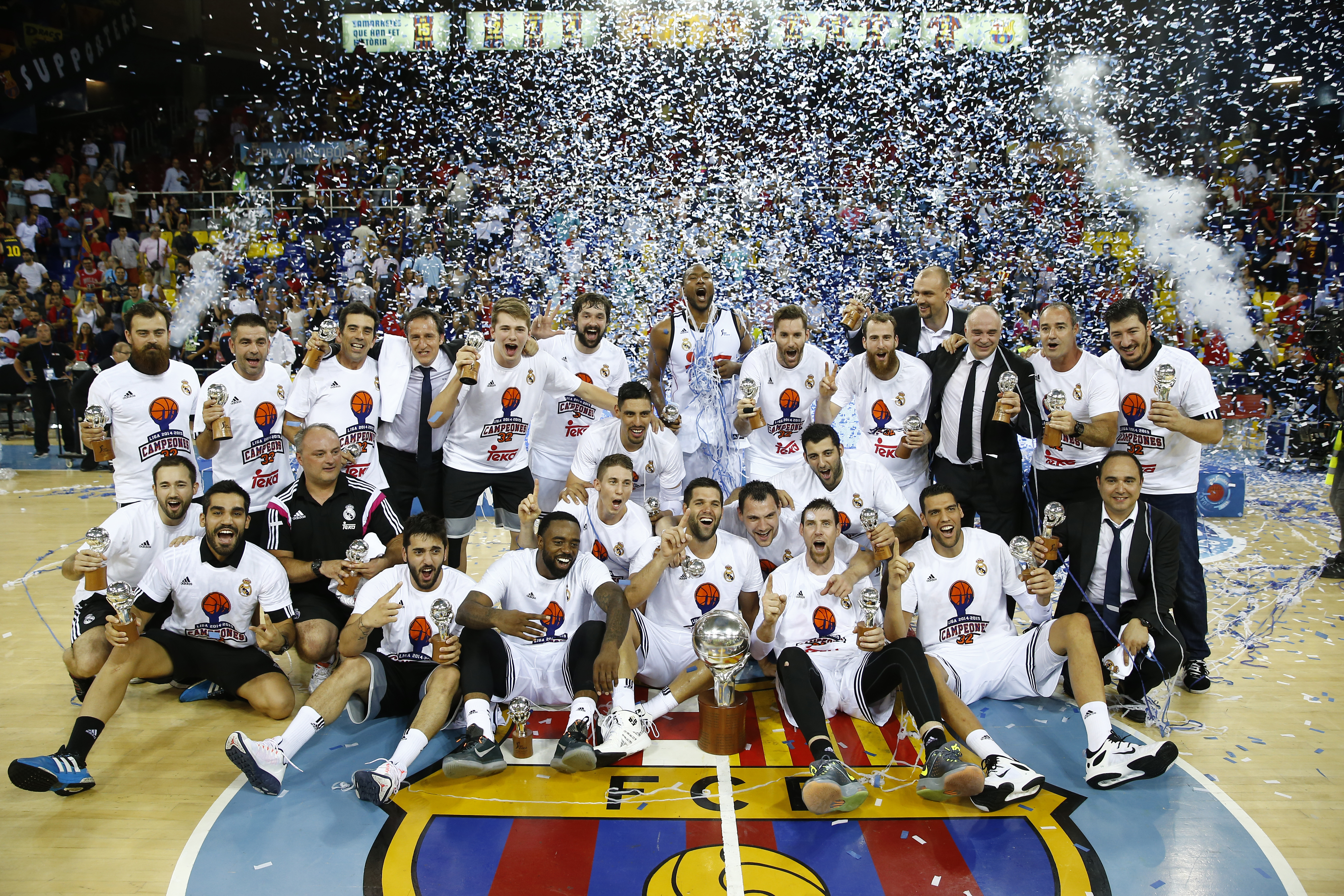
I giocatori del Real Madrid festeggiano la vittoria della Liga ACB 2014-2015.

- Campionato spagnolo: 38 (record)
- Liga de España de Baloncesto: 22

1957, 1958, 1959-60, 1960-61, 1961-62, 1962-63, 1963-64, 1964-65, 1965-66, 1967-68, 1968-69, 1969-70, 1970-71, 1971-72, 1972-73, 1973-74, 1974-75, 1975-76, 1976-77, 1978-79, 1979-80, 1981-82
- Liga ACB: 15

1983-84, 1984-85, 1985-86, 1992-93, 1993-94, 1999-00, 2004-05, 2006-07, 2012-13, 2014-15, 2015-16, 2017-18, 2018-19, 2021-22, 2023-24, 2024-25
- Copa del Rey: 29 (record)

1951, 1952, 1954, 1956, 1957, 1960, 1961, 1962, 1965, 1966, 1967, 1970, 1971, 1972, 1973, 1974, 1975, 1977, 1985, 1986, 1989, 1993, 2012, 2014, 2015, 2016, 2017, 2020, 2024
- Supercoppa spagnola: 10 (record)

1984, 2012, 2013, 2014, 2018, 2019, 2020, 2021, 2022, 2023

### Competizioni internazionali
- Eurolega: 11 (record)

1963-64, 1964-65, 1966-67, 1967-68, 1973-74, 1977-78, 1979-80, 1994-95, 2014-15, 2017-18, 2022-23
- Coppa delle Coppe - Coppa d'Europa - Eurocoppa: 4 (record)

1983-84, 1988-89, 1991-92, 1996-97
- Coppa Korać: 1

1987-88
- ULEB Cup: 1

2006-07
- Coppa Latina: 1

1953
- Torneo Internacional de Clubes ACB: 3

1984, 1988, 1989.
- Coppa Intercontinentale: 5 (record)

1976, 1977, 1978, 1981, 2015

#### Altre competizioni
- Torneo Internacional de Navidad (Trofeo Raimundo Saporta-Memorial Fernando Martín):[3] 26

1967, 1968, 1969, 1970, 1972, 1973, 1974, 1975, 1976, 1977, 1978, 1980, 1981, 1985, 1986, 1987, 1990, 1991, 1992, 1995, 1996, 1997, 2000, 2003, 2004, 2006
- Supercopa de Europa

1989.

### Competizioni regionali
- Torneo CAM: 20

1984, 1985, 1986, 1987, 1989, 1991, 1994, 1995, 1997, 2000, 2004, 2005, 2006, 2007, 2008, 2009, 2010, 2011, 2012, 2013
- Campeonato de Castilla: 11

1933, 1942, 1943, 1944, 1948, 1949, 1950, 1953, 1954, 1956, 1957
- Trofeo Marca: 8

1957, 1958, 1961, 1962, 1963, 1964, 1966, 1967

## Finali disputate
- Campionato spagnolo

1988 Vs. Futbol Club Barcelona Bàsquet
1989 Vs. Futbol Club Barcelona Bàsquet
1992 Vs. Joventut Badalona
1997 Vs. Futbol Club Barcelona Bàsquet
2001 Vs. Futbol Club Barcelona Bàsquet
2012 Vs. Futbol Club Barcelona Bàsquet
- Coppa del Re

1933 Vs. Rayo Club Madrid
1944 Vs. Laietà BC
1948 Vs. Futbol Club Barcelona Bàsquet
1949 Vs. Joventut Badalona
1953 Vs. Joventut Badalona
1955 Vs. Joventut Badalona
1958 Vs. Joventut Badalona
1963 Vs. CB Estudiantes
1969 Vs. Joventut Badalona
1976 Vs. Joventut Badalona
1978 Vs. Futbol Club Barcelona Bàsquet
1981 Vs. Futbol Club Barcelona Bàsquet
1982 Vs. Futbol Club Barcelona Bàsquet
1988 Vs. Futbol Club Barcelona Bàsquet
2001 Vs. Futbol Club Barcelona Bàsquet
2005 Vs. Club Baloncesto Málaga
2007 Vs. Futbol Club Barcelona Bàsquet
2010 Vs. Futbol Club Barcelona Bàsquet
2011 Vs. Futbol Club Barcelona Bàsquet
2018 Vs. Futbol Club Barcelona Bàsquet
2019 Vs. Futbol Club Barcelona Bàsquet
- Supercoppa Spagnola

1985 Vs. Joventut Badalona
1986 Vs. Joventut Badalona
2004 Vs. Futbol Club Barcelona Bàsquet
2009 Vs. Futbol Club Barcelona Bàsquet
- Coppa dei Campioni

1962 Vs. Dinamo Tbilisi
1963 Vs. CSKA Mosca
1969 Vs. CSKA Mosca
1975 Vs. Pallacanestro Varese
1976 Vs. Pallacanestro Varese
1985 Vs. Cibona Zagabria
2013 Vs. Olympiacos Pireo
2014 Vs. Maccabi Tel Aviv
2022 Vs. Anadolu Efes
2024 Vs. Panathinaikos
- Coppa delle Coppe

1982 Vs. Cibona Zagabria
1990 Vs. Virtus Bologna
- Coppa Korac

1991 Vs. Pallacanestro Cantù
- Eurocup (Uleb Cup)

2004 Vs. Hapoel Gerusalemme
- Coppa Intercontinentale

1968 Vs. Akron Goodyear Wingfoots
1970 Vs. Pallacanestro Varese
- Partecipazioni al McDonald's Open: 3

1988, 1993, 1995